# Phrynarachne ceylonica
Phrynarachne ceylonica är en spindelart som först beskrevs av O. Pickard-Cambridge 1884.  Phrynarachne ceylonica ingår i släktet Phrynarachne och familjen krabbspindlar. Inga underarter finns listade i Catalogue of Life.